# Mater Matuta

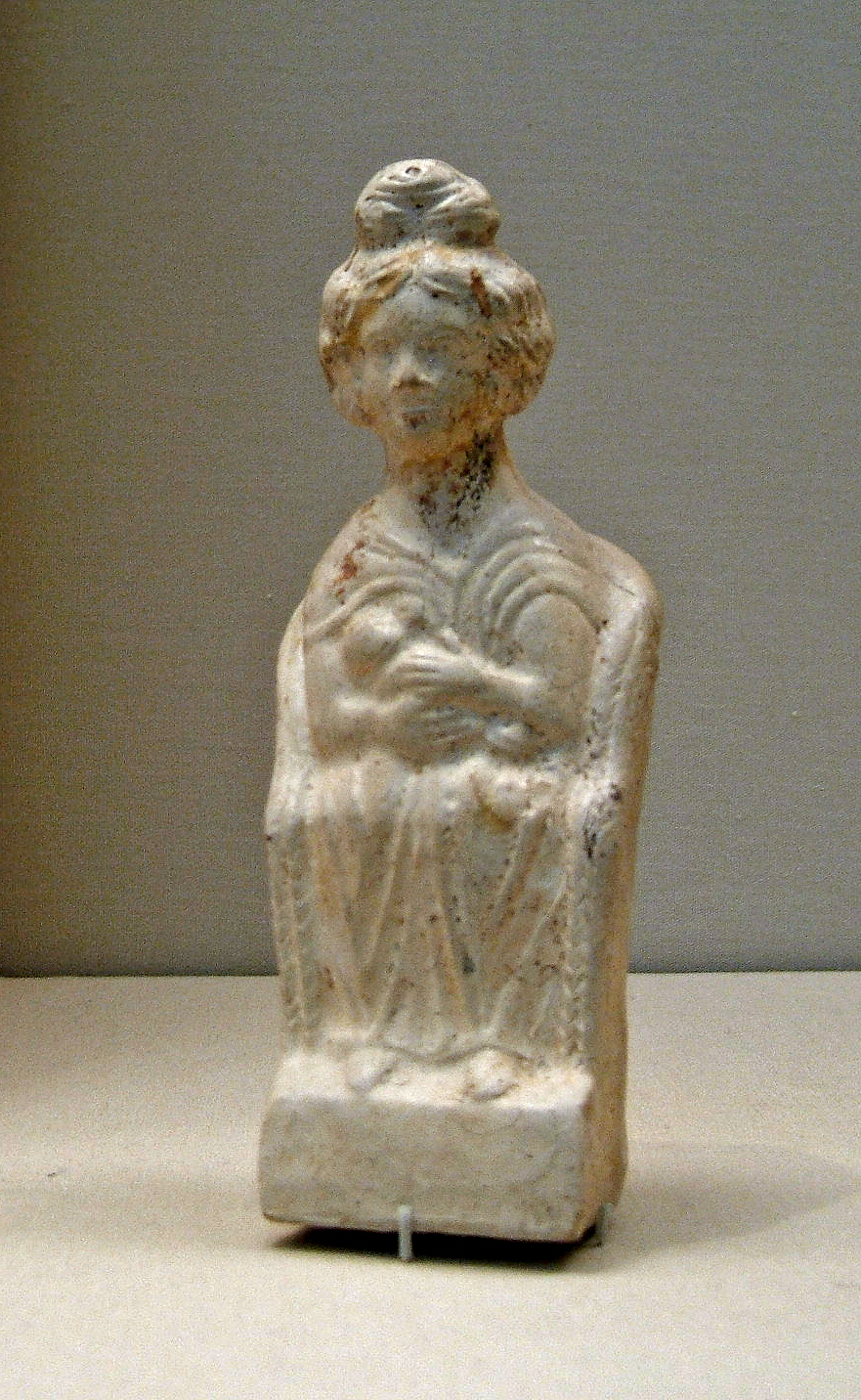
Mater Matuta, estatueta de terracota

Mater Matuta fou un deessa romana equivalent a la deessa Aurora i a la grega Eos. Tenia el seu temple al Forum Boarium i estava associada als ports marítims on generalment tenia també algun temple dedicat.
Se li dedicava un festival conegut com a Matràlia l'11 de juny.

## Noms
Sembla que, juntament amb el terme llatí manes, procedeixen d'un mateix terme mane (« matí ») i matutinus (« matinal »), tots dos derivats d'una arrel indoeuropea ma lligada al significat de «bo». Segons G. Dumézil, el seu nom originàriament significava «bon matí».

Mater Matuta era anomenada pels mariners "stella mattutina" («estrella del matí»), identificada amb el planeta Venus, que és el primer astre que es veu en acabar-se la nit. Per aquest motiu era invocada pels mariners per a tenir un bon viatge.

## Culte
El culte a Mater Matuta estava estès, des de l'antiguitat, per diverses ciutats del centre de la península Itàlica.
A Roma, el rei Servi Tul·li li va fer edificar un temple al Fòrum Boari, el qual fou destruït el 506 aC més tard reconstruït per Marc Furi Camil el 396 aC. Les restes d'aquest temple han estat retrobades a l'àrea de sant'Omobono, en les excavacions de 1937.
Les festes en honor de Mater Matuta es deien Matràlia i se celebraven l'onze de juny a Roma. A trenc d'alba les matrones que eren ciutadanes romanes, feien entrar una esclava dins el temple la fuetejaven amb varetes i després la deixaven marxar .Després les mares entraven al temple no amb els fills propis sinó amb els nebots i demanaven a la deessa que protegissin els nens. L'estàtua de Mater Matuta el dia de la seva festa era coronada amb flors per una de les matrones que encara no tingués fills.
També al temple de Mater Matuta es portaven a terme altres rituals en qualsevol moment de l'any, ja que també era venerada com a deessa de la navegació, "stella mattutina". Es tractava de ritus de "prostitució sacra": Un foraster feia una donació de diners al temple, mentre que una dona jove de la població local s'oferia per a tenir una relació sexual fingida o real que feia que tots dos fossin beneïts per la deessa amb el do de la fertilitat. El ritual era apropiat per a qualsevol dona, ja fos de bona família o esclava i només calia que el fessin un cop a la vida. Al mateix temps servia per una circulació forçada de diners. En aquest sentit Mater Matuta era equivalent a la deessa Ino, popular entre els mariners i mercaders estrangers que arribaven a Roma a fer els seus negocis i visitaven aquest temple abans d'emprendre el viatge de tornada.

## Interpretació
Georges Dumézil, especialista en religions indoeuropees, va donar una explicació a la festa de la Matràlia establint un paral·lelisme amb la llegenda d'Usas i Usasah, esmentats al llibre d'himnes hindús Rigveda. Usas i la seva germana són les divinitats de l'alba. Usas era l'encarregat d'atreure les tenebres per a després apoderar-se'n i desfer-se'n. Això explica el començament del ritu, que acull una esclava (la qual representa les tenebres), per a més endavant fer-la fora a fuetades per les matrones.
Dumézil també va proposar una altra interpretació cosmogònica: l'alba, el « bon matí », és beneficiós doncs allunya les tenebres però es converteix en dolenta si perdura, si es fa etern, per tant cal foragitar-la després que ja ha aparegut, deixant pas al dia. Aquest ritual és idèntic en significat a altres que tenen lloc al desembre durant el solstici d'hivern, en els quals simbòlicament s'invita el sol a tornar-se a mostrar. Dumézil estableix un altre paral·lelisme entre la Matràlia, per a dones, de l'11 de juny, amb l'Agonàlia per a homes de l'11 de desembre.
Les dames romanes portaven els seus nebots i nebodes en braços, de la mateixa manera que l'Aurora porta el sol. « De la mateixa forma, entre els vedes hindús, l'alba s'encarrega del sol, fill de la seva pròpia germana, la Nit». « Mater Matuta va ser una deessa Aurora, menys poètica però amb la mateixa personalitat que l'alba dels hindús vèdics».

És probable, insisteix Dumézil, que en l'època clàssica, el sentit originari del ritu quedés oblidat, fet que la vincularia més tard amb la deessa grega Ino, o també Eos, anomenada Leucothée, la «deessa blanca».
Uns segles més tard, Augustí d'Hipona la descrivia com la divinitat de la maduració. L'esmenta en la seva obra "La ciutat de Déu", on li atribueix característiques d'altres déus romans, potser per equivocació o potser intencionadament, ja que el seu objectiu era cristianitzar a partir de la mala reputació del déus romans.

## Anècdotes
L'any 378 aC la lliga llatina estava assetjant la ciutat de Satricum, però no van gosar tocar el temple que allà hi havia de la deessa perquè una veu terrorífica va sorgir de l'interior i els va amenaçar amb represàlies espantoses si no s'allunyaven.
El 213 aC un incendi va fer estralls al centre de la ciutat de Roma, des de l'Aventí fins al turó Capitolí, destruint els temples de Fortuna i de Mater Matuta situats a la vora del Fòrum Boarium.